# Александър Ходзко
Александър Ходзко (на полски: Aleksander Chodźko) е полски ориенталист и дипломат.
Роден е на 30 август 1804 година в Кривичи, Вилненска губерния, в благородническото семейство на писателя Ян Ходзко. Негови братя са поетът Михал Ходзко и руският генерал Юзеф Ходзко. През 1820 година започва да учи филология във Вилненския университет, където се запознава с Адам Мицкевич, но през 1823 година е арестуван от руската полиция за участие в организацията на филоматите. След като е оправдан, през 1824 година отива в Санкт Петербург, където учи във висша школа по ориенталистика към руското външно министерство, а от 1830 година е дипломат в Иран. През 1842 година напуска поста си, под влияние на Мицкевич става последовател на религиозния мистик Анджей Товянски, след което се установява в Париж. Там сътрудничи на Мицкевич, а през 1857 – 1883 година заема оглавяваната преди това от него катедра по славянски литератури в „Колеж дьо Франс“.
Александър Ходзко умира на 27 декември 1891 година в Ноази льо Сек.